# Oribatula pannonica
Oribatula pannonica är en kvalsterart som beskrevs av Rainer Willmann 1949. Oribatula pannonica ingår i släktet Oribatula och familjen Oribatulidae. Inga underarter finns listade i Catalogue of Life.